# Усть-Озёрная
Усть-Озёрная — село в Борзинском районе Забайкальского края России. Административный центр и единственный населённый пункт сельского поселения «Усть-Озёрское».

## География
Село находится в северо-восточной части района, при автодороге 76К-011, к востоку от реки Борзи, на расстоянии примерно 49 километров (по прямой) к северо-востоку от города Борзя. Абсолютная высота — 761 метр над уровнем моря
Климат
Климат характеризуется как резко континентальный с продолжительной морозной и малоснежной зимой и тёплым (временами жарким), неравномерно увлажнённым летом. Средняя температура воздуха самого холодного месяца (января) составляет от −26 °C до −29 °C; средняя температура самого тёплого месяца (июля) — 19 — 21 °C. Среднегодовое количество атмосферных осадков составляет 250—310 мм.
Часовой пояс
Село Усть-Озёрная находится в часовой зоне МСК+6. Смещение применяемого времени относительно UTC составляет +9:00.

## История
Основано в 1901 году.

## Население
| 1989 | 2002 | 2010 | 2013 | 2014 | 2015 | 2016 |
| ---- | ---- | ---- | ---- | ---- | ---- | ---- |
| 839  | ↘642 | ↘452 | ↘419 | ↘403 | ↘401 | ↗404 |
| 2017 | 2018 | 2019 | 2020 | 2021 |      |      |
| ↘396 | ↘379 | ↘369 | ↘343 | ↘281 |      |      |

Половой состав
По данным Всероссийской переписи населения 2010 года в гендерной структуре населения мужчины составляли 46,5 %, женщины — соответственно 53,5 %.
Национальный состав
Согласно результатам переписи 2002 года, в национальной структуре населения русские составляли 92 % из 642 чел.

## Инфраструктура
В селе функционируют средняя общеобразовательная школа, детский сад, сельский клуб и фельдшерско-акушерский пункт.

## Улицы
Уличная сеть села состоит из восьми улиц.